# Лил Эд Уильямс
Лил Эд Уильямс (англ. Lil' Ed Williams; 8 апреля 1955, Чикаго, Иллинойс, США  — американский блюзовый гитарист, вокалист и автор песен. Сам и со своей группой Lil’ Ed & The Blues Imperials является лауреатом Blues Music Awards в номинации «Группа года» (2007, 2009) и десятикратным номинантом на эту же награду (1987, 1989, 2002, 2007—2009, 2012—2014, 2017, 2019, 2022). Кроме того, номинант Blues Music Awards в номинациях «Артист года/Премия Би Би Кинга» (2017, 2019, 2021, 2024), «Песня года» (1987, 2007), «Альбом современного блюза» (1987), «Исполнитель современного блюза» (1987, 2000), «Альбом традиционного блюза» (2003, 2009), «Исполнитель традиционного блюза» (2017) . Член Зала славы блюза (2024). Племянник блюзмена Джей Би Хатто. Мастер техники игры слайдом; продолжатель традиций баррел-хауз блюза .

## Биография
Родился в западной части Чикаго в 1955 году; отец оставил семью, когда Эду Уильямсу было шесть лет. В течение следующих шести лет Уильямса воспитывала его прабабушка, а затем некоторое время его воспитывала тётя. Затем он переехал к матери, которая снова вышла замуж и воспитывала его единоутробного брата Джеймса «Пуки» Янга. В детстве Лил Эд Уильямс вместе с братом Джеймсом «Пуки» Янгом осваивал блюз под руководством дяди Джея Би Хатто, который стал для Лил Эда образцом для подражания на протяжении всей карьеры, от музыки, до сценического имиджа. Он же впоследствии познакомил Уильямса со своим учеником Дэйвом Уэлдом. Вместе с ним, Лил Эд ещё в подростком возрасте собрал первый состав группы Blues Imperials. Они дебютировали в клубе Blue Flame в 1975 году, заработав шесть долларов. В течение многих лет Blues Imperials вечерами играли в различных клубах Чикаго за небольшие деньги. Днём же музыканты работали на основной работе: Лил Эд долгое время работал на автомойке, а Пуки Янг водил автобус.
Прорыв группы состоялся лишь в первой половине 1980-х, когда Брюс Иглауэр, президент Alligator Records пригласил группу записать две песни для планирующегося сборника The New Bluebloods (The Next Generation of Chicago Blues), один из которых «Young Thing» вышел на этом диске. У группы оставалось время в студии, и они продолжили играть свой обычный сет-лист. «Каждый раз, когда я заканчивал песню, все хлопали, кричали: «Давай! Давай! Боже мой, это здорово!» — вспоминает Уильямс. — «Там была половина звезд «Аллигатора» . После этого группе был предложен контракт. Три часа спустя Blues Imperials записали 33 песни, и все они были записаны без наложений. Только один трек потребовал второго дубля. Двенадцать из них вошли в их дебютный релиз 1986 года Roughhousin'. Альбом получил восторженные отзывы от New York Times и Village Voice и получил номинацию на премию Blues Music Award как альбом современного блюза и вторую номинацию для Лил Эда в категории исполнителя  современного блюза. Только тогда Лил Эд уволился с работы на автомойке. С 1989 года состав группы изменился и выглядел как Лил Эд (соло-гитара, вока), Майкл Гаррет (ритм-гитара, вокал), Джеймс «Пуки» Янг (бас) и Келли Литтлтон (ударные). «Рискованная игра Гарретта на ритм-гитаре и непредсказуемая игра Литтлтона в стиле старой школы идеально дополнили буйную игру Лил Эда и Пуки». Группа выпустила ещё два альбома, а в 1992 году распалась. Лил Эд выпустил два сольных альбома, а в 1999 году группа воссоединилась, выпустив альбом Get Wild, и с тех пор продолжает свою деятельность, регулярно выпуская альбомы и гастролируя по всему миру, выступая на самых престижных блюзовых фестивалях.
В 2024 году Lil’ Ed and the Blues Imperials введены в Зал славы блюза.
Эд Уильямс женат на Памеле Уильямс, которая является автором части песен на четырёх альбомах группы .
Chicago Tribune говорит: «Электрический, хрипящий, чистейший чикаго-блюз… Лил Эд — экстраординарный гитарист, полосующий слайдом и экстраординарный сценический шоумен».
«Напористый… необузданный энтузиазм и значительная эмоциональная сложность. Его слайд может заставить гитару кричать, как разъярённая пантера, стонать, как душа, страдающая в аду, и дурачиться, часто на протяжении одной песни. Его однострунная работа сочетает в себе пост-Би Би Кинг бенды с резкой и сосредоточенной интенсивностью. Lil’ Ed — человек с блюзовыми корнями, и как традиционалисты, так и любители современного блюза должны получать удовольствие» .
«Лил Эд Уильямс…является настоящим гигантом блюза и одним из последних настоящих блюзменов Вест-Сайда Чикаго. От дымящихся слайд-гитарных буги, до грубоватых чикагских шаффлов и глубочайших медленных блюзов, Лил Эд Уильямс это мастер блюза. Талантливый гитарист и необыкновенно смелый и проникновенный вокалист, Уильямс вместе со своей блестящей, проверенной гастролями группой The Blues Imperials разрывает клубы и фестивальные сцены по всему миру вот уже почти 25 лет» .

## Дискография

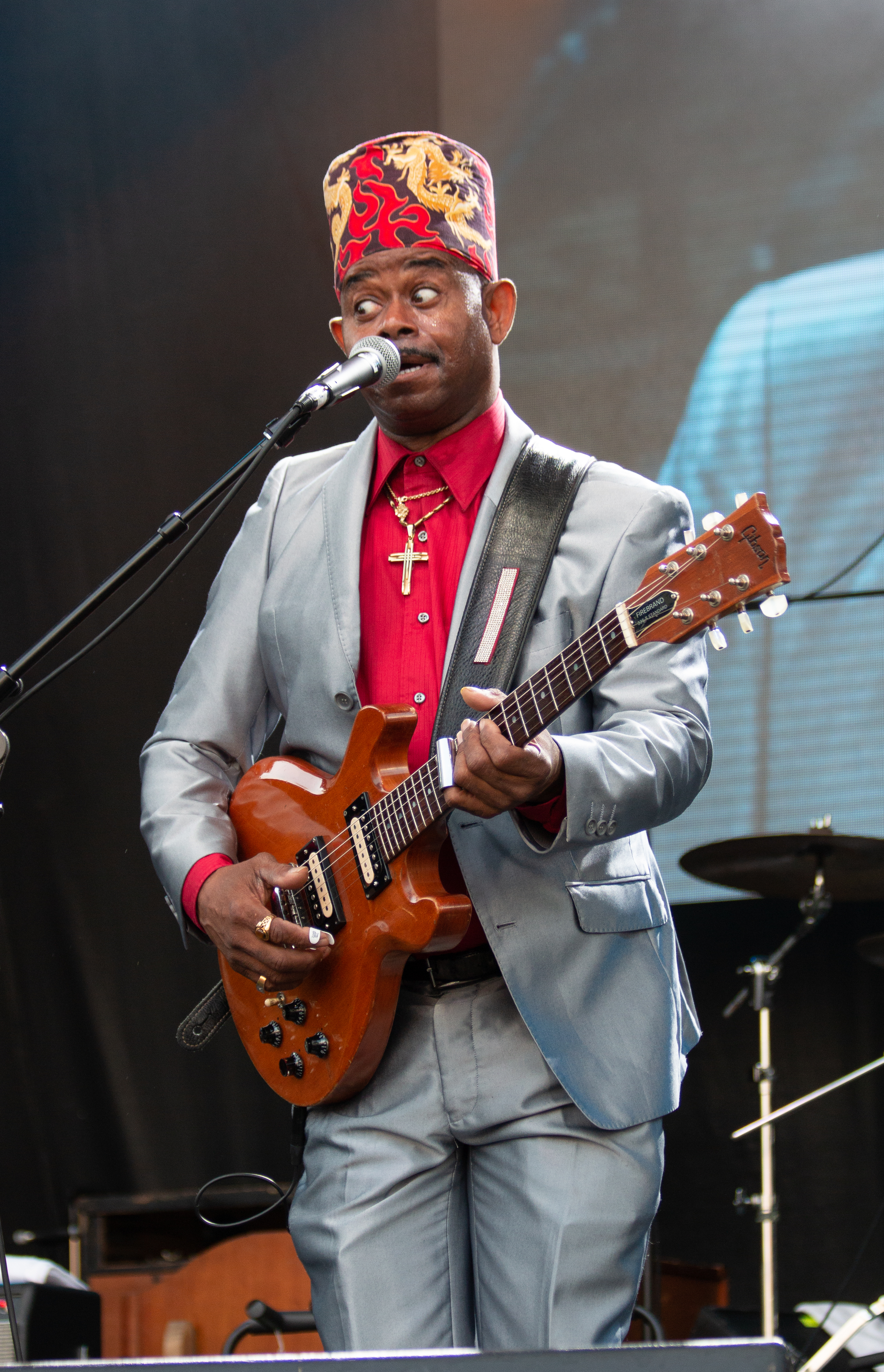
Лил Эд на Kitchener Blues Festival в 2018 году

### Lil' Ed and the Blues Imperials
- Roughhousin' (1986), Alligator Records
- Chicken, Gravy and Biscuits (1989), Alligator
- What You See Is What You Get (1992), Alligator
- Get Wild (1999), Alligator
- Heads Up! (2002), Alligator
- Rattleshake (2006), Alligator
- Full Tilt (2008), Alligator[7]
- Jump Start (2012), Alligator
- The Big Sound Of.... (2016), Alligator

### Сольные работы
- Keep On Walkin' (1996), Earwig Music
- Who's Been Talking (1998), Earwig Music